# Ogres distrikt
Ogres distrikt (lettisk: Ogres rajons) er beliggende i regionen Livland i midten af Letland. Udover den centrale administration består Ogres distrikt af 15 selvstyrende enheder: 4 storkommuner (lettisk: novadi, plur.; novads, sing.) samt 11 landkommuner (lettisk: pagasti, plur. pagasts, sing.).

## Selvstyrende enheder underlagt Ogres distrikt
- Birzgale landkommune
- Ikšķile storkommune
- Jumprava landkommune
- Krape landkommune
- Ķegums storkommune
- Ķeipene landkommune
- Laubere landkommune
- Lēdmane landkommune
- Lielvārde storkommune
- Madliena landkommune
- Mazozoli landkommune
- Meņģele landkommune
- Ogre storkommune
- Suntaži landkommune
- Taurupe landkommune

56°49′07″N 24°36′20″Ø / 56.8186°N 24.6056°Ø